# Yusuf Hass Hajib
Yusuf Hass Hajib (in turco antico: يوسف خاصّ حاجب Yūsuf Hāss Hācib; in arabo يوسف خاصّ حاجب‎?, Yūsuf Khāss Hājib; Balasagun, 1016 – Kashgar, 1077) è stato un politico e scrittore turco kharakhanide.
Gran Ciambellano di corte, Yusuf scrisse le sue riflessioni su come deve essere un governatore esemplare in un trattato conosciuto come la prima opera scritta in turco su tale genere.
In questo senso rappresenta un caposaldo nella storia della letteratura turca e islamica nonché nella filosofia politica. Inoltre la seconda caratteristica che lo rende esemplare è quella di essere la più antica opera in turco dopo che questi si convertirono all’Islam. 

## La vita
Dal punto di vista storico non si hanno molte informazioni sull’impero Kharakhanide e questo rende difficile studiare anche la vita dello scrittore. Il suo stesso nome lo si conosce perché menzionato da lui stesso nella sua opera:
“L’autore del libro Yusuf, il Gran Ciambellano, si auto-consiglia con la sua stessa opera.”
Si crede sia nato intorno al 1017 - 1019 a Balasagun da una nobile famiglia. Per tale motivo è ricordato anche con il nome di Yusuf da Balasagun.
Riuscì ad avere una buona formazione studiando l’arabo e il persiano, e le rispettive letterature. Inoltre si interessò anche di astronomia e matematica. Consigliava a coloro che volevano imparare l’astronomia di apprendere prima l’algebra e la geometria.
Intorno ai cinquant’anni si trasferì a Kashgar. Qui ebbe l’occasione di presentare la sua opera al khan regnante, cosa che gli procurò la stima del sovrano a tal punto che lo nominò Gran Ciambellano (Has Hajip).
Yusuf morì alcuni anni dopo nel 1077. 